# Biokovska cesta
Biokovska cesta najviša je cesta u Hrvatskoj. Vodi od ulaza u Park prirode Biokovo na oko 360 mnm do vrha Sveti Jure na 1762 mnm. Duga je 23 kilometra, jednotračna je, na mjestima široka tek oko 3-4 metra te zahtijeva opreznu vožnju. Ulaz je dopušten kombi-busevima, osobnim automobilima, motociklima i biciklima. Zbog prometnih karakteristika Biokovske ceste ulaz autobusima je zabranjen, a kamioni mogu ući samo uz posebnu dozvolu Parka prirode. Cesta služi lokalnom stanovništvu koje na Biokovu ima stoku ili poljoprivredne površine, planinarima i izletnicima. 
Odvojak ceste vodi prema vrhu Vošac iznad Makarske, najpopularnijem izletištu na Biokovu pod kojim je vidikovac Štrbina s kojeg se pruža pogled na Makarsko primorje i otoke.
Cesta je posljednji put temeljitije sanirana 2021. godine, a zimi je često zatrpana snijegom pa je pristup Svetom Juri otežan ili čak onemogućen.
Cesta se od ulaza u Park prirode do prijevoja Staza penje serpentinama kroz gustu borovu šumu. Nastavlja se kroz krški krajolik, u kojem mnogi stanovnici Makarskog primorja i Zabiokovlja imaju vrtove te u kojem se često može naići na konje i krave. Blizu Svetog Jure cesta postaje strma te završava serpentinama pod samim vrhom.

## Gradnja
Početak gradnje ceste seže u 19. stoljeće: austro-ugarski su vojnici 1878. godine probili makadamski put do prijevoja Staza na 897 mnm. Radovi su nastavljeni tek 1964. godine, nakon što je Televizija Zagreb trebala postaviti televizijski odašiljač na Svetom Juri, što nije bilo moguće bez izgradnje ceste. Po prvim je planovima projekt trebao krenuti sa sjeverne strane, iz Zagvozda, ali je došlo do promjene plana te je gradnja nastavljena od Staze prema Svetom Juri. Cesta je probijena uz veliki napor ljudi s Makarskog primorja. Asfaltirana je 1978. godine.